# اچ‌ام‌اس نانساچ (۱۶۴۶)
اچ‌ام‌اس نانساچ (۱۶۴۶) (به انگلیسی: HMS Nonsuch (1646)) یک کشتی بود که طول آن ۹۸ فوت (۲۹٫۹ متر) بود.